# اوگو آگوستینی
اوگو آگوستینی (ایتالیایی: Ugo Agostoni; ۲۷ ژوئیهٔ ۱۸۹۳ – ۲۶ سپتامبر ۱۹۴۱) دوچرخه‌سوار اهل پادشاهی ایتالیا بود.